# Tetramorium pialtum
Tetramorium pialtum är en myrart som beskrevs av Bolton 1980. Tetramorium pialtum ingår i släktet Tetramorium och familjen myror. Inga underarter finns listade i Catalogue of Life.